# رينان (لاعب كرة قدم مواليد 2002)
رينان (بالبرتغالية: Renan Victor da Silva‏) هو لاعب كرة قدم إماراتي-برازيلي في مركز الدفاع، ولد في 19 مايو 2002 في ساو باولو في البرازيل يلعب في نادي شباب الأهلي الإماراتي.

## مسيرة اللاعب
لعب في نادي بالميراس و انتقل إلى نادي شباب الأهلي الإماراتي في عام 2022 و حصل على الجنسية الإماراتية في عام 2024.

## وصلات خارجية
- رينان (لاعب كرة قدم مواليد 2002) على موقع إي إس بي إن إف سي (الإنجليزية)
- رينان (لاعب كرة قدم مواليد 2002) على موقع قاعدة بيانات كرة القدم.إي يو (الإنجليزية)
- رينان (لاعب كرة قدم مواليد 2002) على موقع ليكيب (الفرنسية)
- رينان (لاعب كرة قدم مواليد 2002) على موقع Soccerway.com (الإنجليزية)
- رينان (لاعب كرة قدم مواليد 2002) على موقع عالم كرة القدم.نت (الإنجليزية)